# Koudougou (département)
Koudougou est un département et une commune urbaine du Burkina Faso, situé dans la province du Boulkiemdé et la région du Centre-Ouest, dont il est le chef-lieu. En 2012, le département comptait 138 209 habitants.

## Villes et villages
Le département comprend une ville chef-lieu (populations actualisés en 2012)[réf. nécessaire] :
- Koudougou (88 184 habitants), divisée en 10 secteurs

et 15 villages :
- Boulsin (1 761 habitants)
- Doulou (4 052 habitants)
- Gninga (2 782 habitants)
- Godin-Oualogtinga (5 451 habitants)
- Kamedji (2 680 habitants)
- Kikigogo (1 545 habitants)
- Kolgrogogo (605 habitants)
- Lattou (3 055 habitants)
- Nayalgué (3 523 habitants)
- Péyiri (2 058 habitants)
- Saria (3 195 habitants)
- Sigoghin (1 909 habitants)
- Tiogo-Mossi (2 685 habitants)
- Toèga (1 407 habitants)
- Villy (13 317 habitants)